# Cầu Charles-de-Gaulle
Cầu Charles-de-Gaulle (tiếng Pháp: Pont Charles-de-Gaulle) là một cây cầu bắc qua sông Seine thuộc địa phận Paris, Pháp. Cây cầu này nối liền phố Van-Gogh (thuộc quận 12) với kè Austerlitz (thuộc quận 13). Đây là cây cầu có tuổi đời ít thứ 2 ở Paris sau cầu Simone-de-Beauvoir.
| Métro Paris | Bến tàu điện ngầm: Gare d'Austerlitz |

## Lịch sử
Cầu Charles-de-Gaulle được xây dựng do nhu cầu giao thông xuất phát từ sự phát triển của khu Đông Nam Paris (thuộc khu Bercy) và sự ra đời của toà nhà Thư viện François Mitterrand. Việc xây dựng cầu được Hội đồng thành phố Paris thông qua năm 1986 để nối liền các khu phố của khu vực này đồng thời giảm tải cho cầu Austerlitz và tạo ra tuyến đường mới nối Ga Lyon và Ga Austerlitz. Công trình được xây dựng trong khoảng thời gian từ 1993 đến 1996.

## Hình ảnh

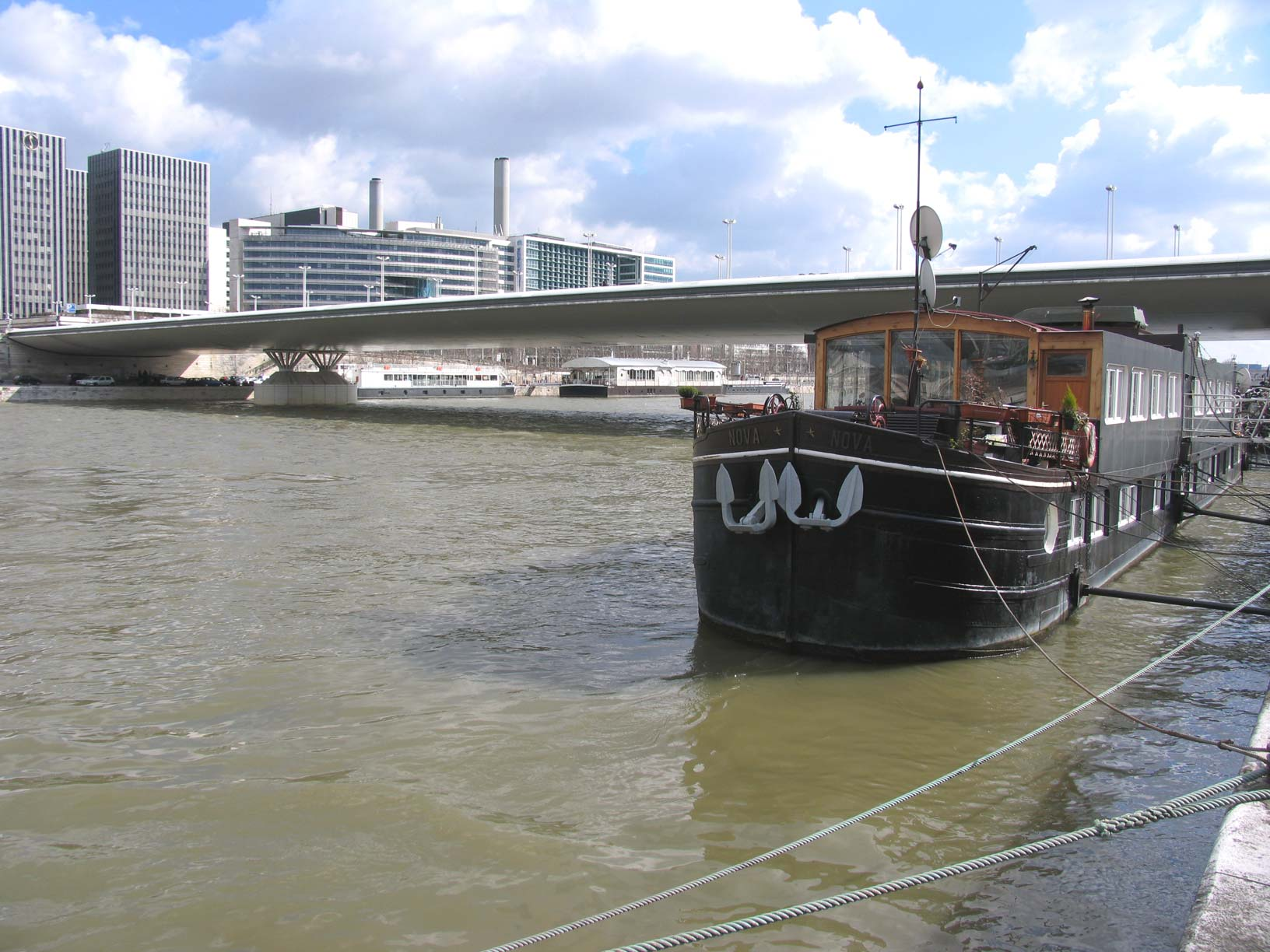

- Tập tin:Pont Charles-de-Gaulle.jpg